# کوه کر
کوه کر (خمر: ប្រាសាទកោះកេរ្ដិ៍កេរ្ដិ៍، Brasat Kaôh Kértĕ) یک سایت باستان‌شناسی دورافتاده در شمال کامبوج است که در حدود ۱۲۰ کیلومری(۷۵مایلی) سیم ریپ و سایت باستانی انگکور واقع شده است. این منطقه جمعیت کمی دارد و پر از جنگل است. بیش از ۱۸۰ پناهگاه در منطقه حفاظت شده ۸۱ کیلومتر مربع (۳۱ مایل مربع) پیدا شده؛ اما تنها حدود ۲۲ اثر تاریخی قابل بازدید توسط گردشگران است زیرا بیشتر پناهگاه‌ها در جنگل پنهان شده‌اند و کل منطقه به‌طور کامل مین زدایی نشده است.
کوه کر نام مدرن و امروزی یکی از شهرهای مهم امپراتوری خمر است. در کتیبه‌ها از این شهر به عنوان لینگاپورا (ترجمه شده به شهر لینگام‌ها) یا چوک گارگیار (ترجمه شده به عنوان شهر نگاه یا جنگل درخت آهنی) یاد شده است.
در زمان پادشاهان جایاورمان چهارم و هارشاورمان دوم، کوه کر برای مدت کوتاهی پایتخت کل امپراتوری (۹۲۸–۹۴۴ پس از میلاد) بود. جایاورمن چهارم یک برنامه ساختمانی بلندپروازانه را اجرا کرد. او یک مخزن آب عظیم و حدود چهل معبد تحت حکومت او ساخته شد. مهم‌ترین مجموعه معبد ساخته شده؛ یک پناهگاه دوگانه (پراسات توم/پرانگ) است که از طرحی خطی پیروی می‌کند و مانند اکثر معابد پادشاهان خمر، از طرحی متمرکز پیروی نمی‌کند. هرم هفت طبقه به ارتفاع ۳۶ متر (۱۱۸ فوت) داشت که آن را به ساختمانی عظیم و بی نظیر تبدیل می‌کرد که به احتمال زیاد به عنوان معبد دولتی جایاورمان چهارم عمل می‌کرد. همچنین در هرم زیارتگاه‌هایی با ارتفاع دو متری (۶ فوت-۷اینچ) قابل توجه است.
در دوره جایاورمان چهارم، سبک معماری کوه کر توسعه یافت و هنر مجسمه‌سازی به اوج رسید. در این دوره مجسمه‌های بسیار متنوعی تراشیده شد اما بعدها پس از زوال امپراتوری، به دلیل دورافتادگی سایت کوه کر بارها توسط غارتگران غارت شد. مجسمه‌های کوه کر را می‌توان نه تنها در موزه‌های مختلف، بلکه در مجموعه‌های خصوصی نیز یافت. شاهکارهای کوه کر گهگاه در حراجی‌ها ارائه می‌شوند. اما این قطعات متعلق به سایت کوه امروزه هنر دزدیده شده به حساب می‌آیند.
سایت کوه کر در تاریخ ۱۷ سپتامبر ۲۰۲۳ طی چهل و پنجمین نشست کمیته میراث جهانی در ریاض، عربستان سعودی، در فهرست میراث جهانی یونسکو به ثبت رسید.